# Sigale
Pour les articles ayant des titres homophones, voir Cigale (homonymie).
Sigale (ou, jadis, Sigalle ; en italien Cigala ou Cigalla ; Sigala / Sigalo [siɡˈalʌ] en occitan local) est une commune française située dans le département des Alpes-Maritimes, en région Provence-Alpes-Côte d'Azur.
Ses habitants sont appelés les Sigalois.

## Géographie
La commune est à 5,3 km de Roquestéron, 9,2 de Sallagriffon et 26,4 de Gilette.

### Géologie et relief
La commune se compose de 93,34 hectares de territoires agricoles (16,82 %) et 461,46 hectares de forêts et milieux semi-naturels (83,15 %).

### Climat
Pour des articles plus généraux, voir Climat de Provence-Alpes-Côte d'Azur et Climat des Alpes-Maritimes.
En 2010, le climat de la commune est de type climat méditerranéen franc, selon une étude du Centre national de la recherche scientifique s'appuyant sur une série de données couvrant la période 1971-2000. En 2020, Météo-France publie une typologie des climats de la France métropolitaine dans laquelle la commune est exposée à un climat méditerranéen et est dans la région climatique  Var, Alpes-Maritimes, caractérisée par une pluviométrie abondante en automne et en hiver (250 à 300 mm en automne), un très bon ensoleillement en été (fraction d’insolation > 75 %), un hiver doux (8 °C) et peu de brouillards. 
Pour la période 1971-2000, la température annuelle moyenne est de 12,8 °C, avec une amplitude thermique annuelle de 16,6 °C. Le cumul annuel moyen de précipitations est de 1 110 mm, avec 6 jours de précipitations en janvier et 4,1 jours en juillet. Pour la période 1991-2020, la température moyenne annuelle observée sur la station météorologique de Météo-France la plus proche, « Ascros », sur la commune d'Ascros à 7 km à vol d'oiseau, est de 10,8 °C et le cumul annuel moyen de précipitations est de 930,1 mm. 
La température maximale relevée sur cette station est de 34,4 °C, atteinte le 18 juillet 2023 ; la température minimale est de −10,7 °C, atteinte le 28 février 2018,,. 
Les paramètres climatiques de la commune ont été estimés pour le milieu du siècle (2041-2070) selon différents scénarios d'émission de gaz à effet de serre à partir des nouvelles projections climatiques de référence DRIAS-2020. Ils sont consultables sur un site dédié publié par Météo-France en novembre 2022.

## Urbanisme

### Typologie
Au 1er janvier 2024, Sigale est catégorisée commune rurale à habitat dispersé, selon la nouvelle grille communale de densité à 7 niveaux définie par l'Insee en 2022.
Elle est située hors unité urbaine. Par ailleurs la commune fait partie de l'aire d'attraction de Nice, dont elle est une commune de la couronne,. Cette aire, qui regroupe 100 communes, est catégorisée dans les aires de 200 000 à moins de 700 000 habitants,.

### Occupation des sols
L'occupation des sols de la commune, telle qu'elle ressort de la base de données européenne d’occupation biophysique des sols Corine Land Cover (CLC), est marquée par l'importance des forêts et milieux semi-naturels (83,3 % en 2018), une proportion identique à celle de 1990 (83,3 %). La répartition détaillée en 2018 est la suivante : 
forêts (32,9 %), espaces ouverts, sans ou avec peu de végétation (26,7 %), milieux à végétation arbustive et/ou herbacée (23,8 %), prairies (16,7 %).
L'évolution de l’occupation des sols de la commune et de ses infrastructures peut être observée sur les différentes représentations cartographiques du territoire : la carte de Cassini (XVIIIe siècle), la carte d'état-major (1820-1866) et les cartes ou photos aériennes de l'IGN pour la période actuelle (1950 à aujourd'hui).

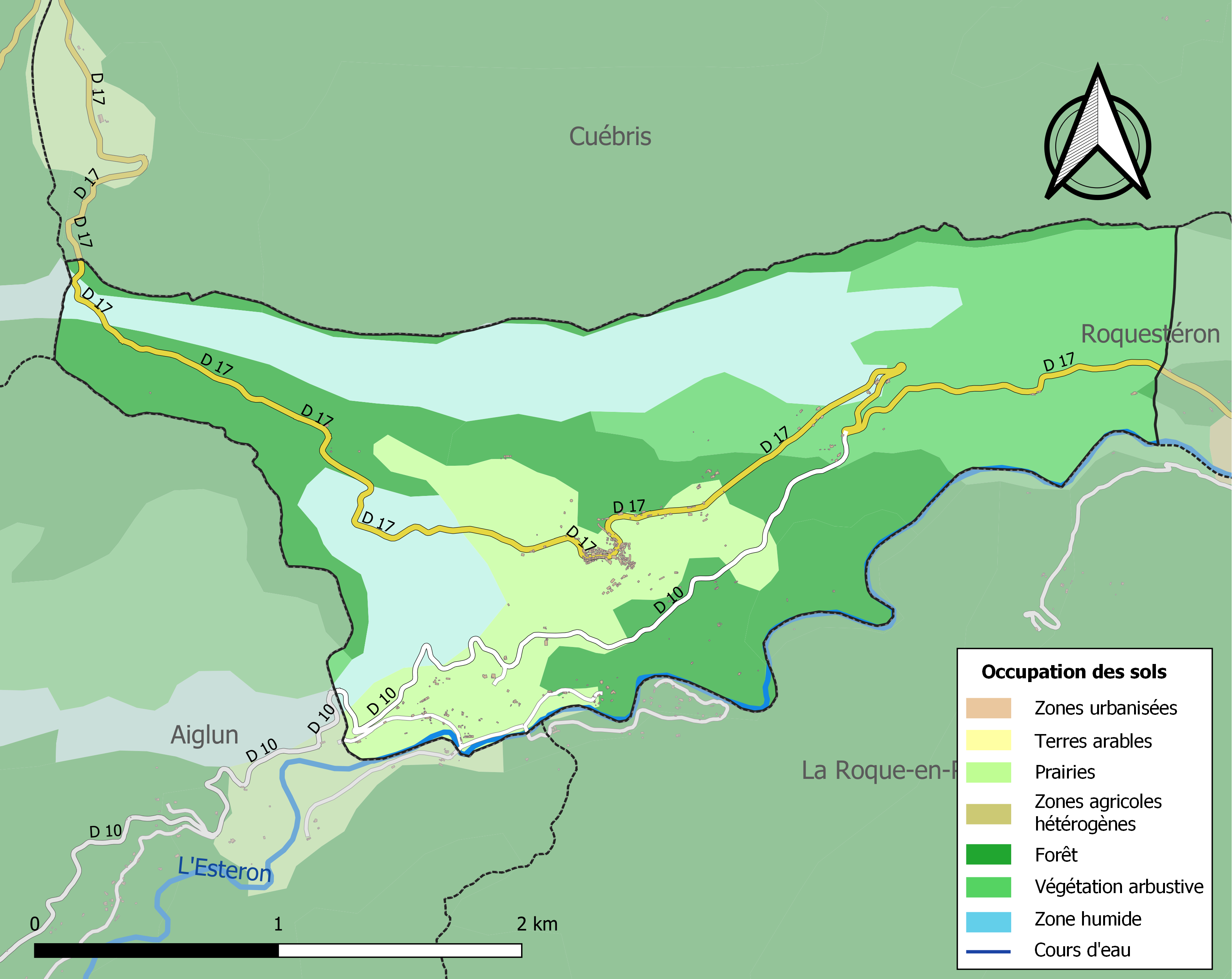
Carte de l'occupation des sols de la commune en 2018 (CLC).

## Toponymie
Le nom du village est cité dans la première moitié du XIIIe siècle, ainsi qu'un autre habitat dénommé Sigalon ; mais un nom identique y est signalé dès 1144. Un ouvrage de la Société topographique mentionne en 1850 que le premier nom du village fut Alassia. Comme d'autres villages de la vallée de l'Estéron, l'étymologie peut se rapporter à des origines celto-ligures : sig, montagne; l'oronyme est peut-être même antérieur aux langues indo-européennes (*sik-, montagne, variation de *sek-, hauteur). Le suffixe (Alassia ?) rappelle l'étymologie celtique d'Alésia (« falaises » ?).  L'allusion au « seigle » (latin présent dans les toponymes de Ségalar, Ségalas ou La Ségalassière (la commune de Sigalens (Gironde) possède une toponymie proche) est fort improbable étant donné la position escarpée du village.

## Histoire
Commune d'origine gréco-romaine, peut-être razziée par les Sarrasins entre le VIIIe et le Xe siècle, puis inféodée aux comtes de Provence.

### Moyen Âge
En 1331, le roi Robert d'Anjou, comte de Provence, n'ayant pas d'héritier mâle, veut faire reconnaître comme héritières légitimes ses petites-filles, Jeanne et Marie. Le sénéchal de Provence, Philippe de Sanguinet, demande donc à tous les prélats, nobles et communautés de venir prêter serment de fidélité. C'est ce que fait à Avignon, le 15 avril, le syndic de Sigale Antoine Sigalon
À la mort du roi Robert en 1343, c'est Jeanne d'Anjou qui monte sur le trône. La mort de son premier mari, André de Hongrie, en 1345, et son remariage avec Louis de Tarente, en 1348, vont entraîner une série de conflits exigeant des moyens financiers de plus en plus importants.
Le 10 octobre 1352, Jeanne et Louis, reine et roi de Jérusalem, de Sicile, comtes de Provence et de Piémont, déclarent que la ville de Grasse, les castrums et localités dépendant de sa viguerie feront toujours partie de leur domaine, ne seront jamais aliénés et ils confirment leurs privilèges. Jacques Michaelis, procureur de Sigale en obtient copie le 20 octobre 1353.
À l'été 1357 la Provence est mise à mal par les bandes de pillards d'Arnaud de Cervole, dit l'Archiprêtre. Elles sont suivies par celles du comte d'Armagnac venues les combattre, mais qui ne se comportent pas mieux. Si la région de l'Estéron ne semble pas avoir été touchée par ces bandes, elle a  dû cependant payer les frais engagés pour les combattre.
Le 5 avril 1357, le notaire de Sigale, Raynaud Chabaud, se présente devant le vice-juge de la cour de Grasse pour protester contre les redevances supplémentaires qu'on a exigées de la population de la vallée de l'Estéron. En 1361 et 1364, les habitants de Sigale et de Roquesteron se plaignent des abus des gens du fisc.
Lors de la crise ouverte par la mort de la reine Jeanne Ire, la communauté de Roquemartine adhère à l’Union d'Aix (1382-1387), soutenant Charles de Duras contre Louis Ier d'Anjou. Elle fait même partie des plus fidèles et maintient son soutien même après la reddition d’Aix.
Sigale suit le reste de la Provence orientale. Suivant l'exemple de Nice, les procureurs de Sigale et Roquesteron se donnent le 19 octobre 1388 au comte de Savoie (dédition de Nice à la Savoie), qui confirme les privilèges, les franchises et les droits de la commune. En 1399, la brouille entre les Grimaldi de Beuil et le comte de Savoie va amener les premiers à s'emparer du château de Sigale et de Roquesteron. En 1400, le conflit s'apaise et les châteaux sont rendus au comte de Savoie.

### Temps modernes
Administrée jusqu'en 1775 par trois consuls annuellement élus, un Conseil ordinaire (de douze membres), un bayle (c'est-à-dire un "bailli", juge de basse et moyenne justice, librement élu par le Conseil à partir de 1471), assisté d'un lieutenant-bayle, et par divers autres officiers municipaux (trésorier, regardateurs, pacificateurs, etc.). Des premières magistratures (consuls et bayle) émerge peu à peu une notabilité dont, à travers les délibérations communales et actes de justice, on peut suivre l'évolution entre le début du XVIe siècle et la première moitié du XVIIIe. À partir de la réforme sarde de 1775, la charge de consul (syndic), d'une durée de six mois à un an, ne sera plus dévolue qu'à une seule personne, choisie par ordre d'ancienneté dans le Conseil; le premier magistrat sera assisté de deux conseillers, d'un secrétaire et d'un lieutenant-juge.
Pour renflouer les caisses de l’État et renouveler la noblesse nissarde, Victor-Amédée II réévalue les impôts municipaux des communes du Comté (inchangés depuis la Dédition) et va inféoder celles qui sont incapables de racheter leurs droits. Sigale est ainsi donnée en fief en 1651 au sénateur Jean-Baptiste Blancardi (d’une famille originaire de Sospel), puis érigée en comté en faveur du capitaine Annibal Lea en 1664. En 1722, c'est le chevalier Ottavio Maria Blancardi qui devient comte de Sigale. Après être revenu au domaine royal, le fief est enfin vendu en 1760 à Giuseppe Vittorio Martini Ballayra di Cocconato, censeur de l’Université de Turin (dont la famille laissera quelques traces, notamment architecturales, à Turin, sous le nom de Martini di Cigala, qu’elle porte toujours). Mais ces inféodations, purement nominales, ne changeront rien aux libertés, aux biens (moulins et domaines) et aux impôts de la commune, qui ne verse aucune redevance féodale (hormis celles dues au vicaire du village et à l'évêque de Glandèves). De même le château restera possession du pouvoir central et le bayle, malgré une tentative connue d'intervention du seigneur, continuera de rendre la justice au nom du souverain.
Poste avancé des États de Savoie-Piémont puis de Sardaigne face à la France, Sigale fut, entre le XVIe et l'extrême fin du XVIIIe siècle, une petite place forte commandée par un capitaine-gouverneur. Du fait de sa position, elle fut plusieurs fois envahie par les Français. Outre les deux occupations qu'elle subit sous Louis XIV, la bourgade fut notamment mise à sac un jour et une nuit en 1793 par le 2e régiment des Volontaires de Lozère, lors de la conquête du comté par les troupes révolutionnaires françaises.
La bourgade, bien plus étendue qu'on ne le croirait aujourd'hui, était également le centre administratif et religieux de sa région, dite « Vallée de Sigale ». Elle était à l'origine dotée de deux châteaux (Sigalon, au nord, et Sigale sur l'actuel emplacement de la Tour de l'horloge), correspondant aux deux villages originels, d'un ouvrage fortifié et d'une enceinte dont les vestiges permettent de se représenter l'extension. Le château était confié par le pouvoir central à un "Capitaine". La commune se dota dès 1583 — c'est-à-dire après Peille et bien avant Nice — d'un système d'adduction d'eau couronné par une belle fontaine gothique, érigée par les consuls Anthoine Michaelis, Gabriel Orcel et Gabriel Thomel (voir "Monuments"), fontaine qui est aujourd'hui la plus ancienne du Comté avec celle de Peille. Elle possédait un mont granatique (prêt d'argent aux paysans pour l'achat de grains), un "Hôpital de charité" et une confrérie de Pénitents blancs. Au XVIIe siècle, on dénombrait à Sigale plusieurs ecclésiastiques, deux ou trois notaires, un médecin ou un chirurgien (tous deux formés par la Faculté de Nice) et plusieurs artisans (forgeron, maçon, etc.). En 1701, le rapport statistique de l’intendant Mellarede dénombrait à Sigale 197 chefs de famille, soit près de mille habitants.
Contrairement à ce qu'on peut lire parfois, Sigale ne fut pas incorporée à la France lors du traité de Turin en 1760. La commune resta sarde jusqu'au rattachement définitif de 1860.

## Héraldique
| Blason de Sigale | Blason  | D’argent au mont de sinople sommé d’un chardon au naturel. |
| Blason de Sigale | Détails | Ce blason a été imaginé au XXe siècle par M. Charles-Alexandre Fighiera à partir des armes de la famille Blancardi. L'image est heureuse, mais le rappel d'une famille qui n'eut jamais aucune souveraineté sur le bourg est regrettable. Le statut officiel du blason reste à déterminer. |

## Politique et administration
| Période                                  | Période | Identité           | Étiquette | Qualité       |
| ---------------------------------------- | ------- | ------------------ | --------- | ------------- |
| Les données manquantes sont à compléter. |         |                    |           |               |
| 1904                                     |         | Victorin Montessan |           |               |
| 1925                                     |         | Joseph Lions       |           |               |
| 1931                                     |         | Joachim Faletti    |           |               |
| 1938                                     |         | Joseph Blanc       |           |               |
| 1945                                     |         | Timothée Passeron  |           |               |
| 1965                                     |         | Louis Gioanni      |           |               |
| 1995                                     |         | Ginette Pellat     |           |               |
| 2008                                     |         | Arnaud Prigent     | DVD       | Fonctionnaire |

Depuis le 1er janvier 2014, Sigale fait partie de la communauté de communes des Alpes d'Azur. Elle était auparavant membre de la communauté de communes de la vallée de l'Estéron, jusqu'à la disparition de celle-ci lors de la mise en place du nouveau schéma départemental de coopération intercommunale.

### Budget et fiscalité 2023

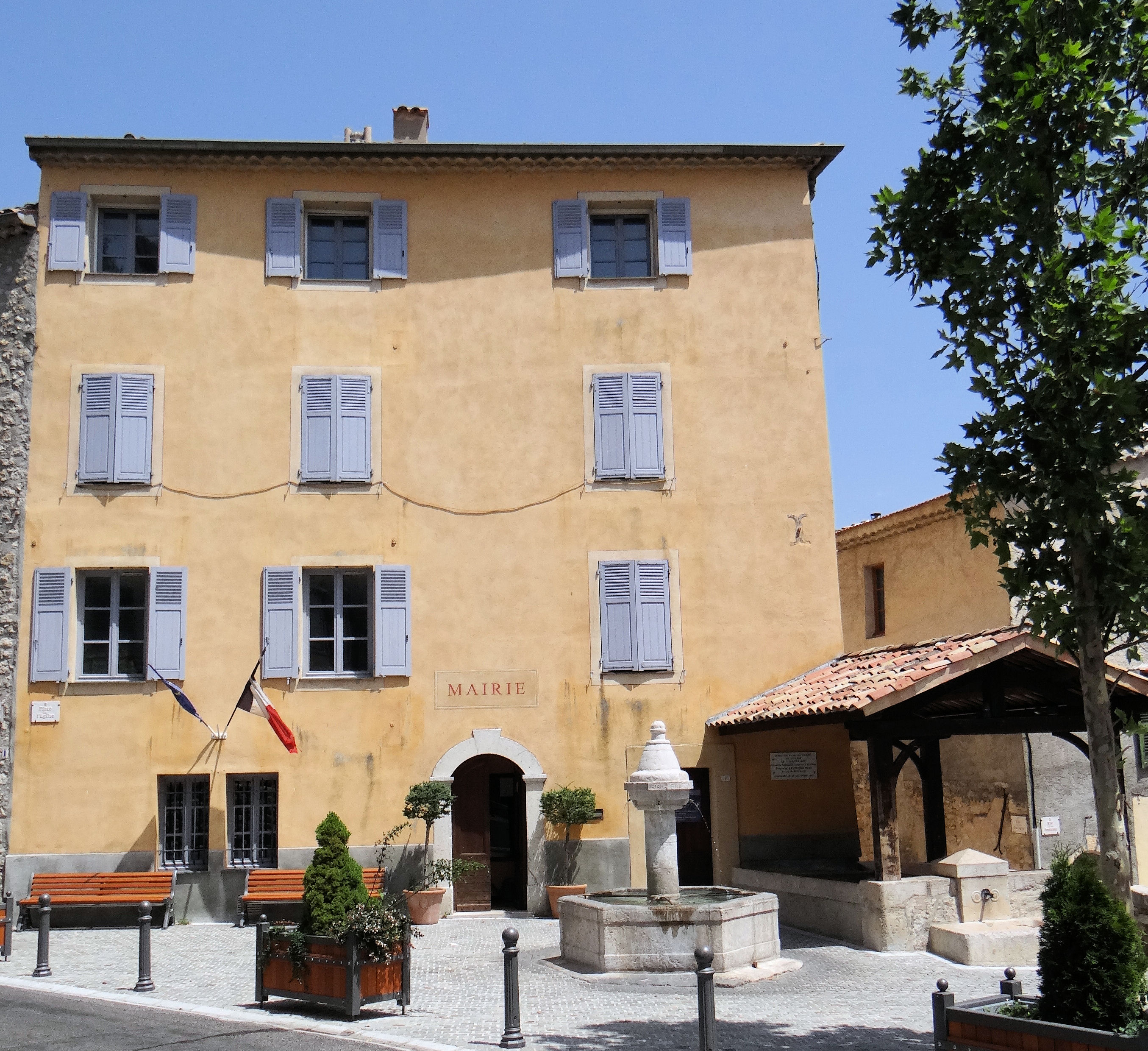
La mairie, la fontaine et le lavoir.

En 2023, le budget de la commune était constitué ainsi :
- total des produits de fonctionnement : 344 000 €, soit 1 728 € par habitant ;
- total des charges de fonctionnement : 243 000 €, soit 1 221 € par habitant ;
- total des ressources d'investissement : 311 000 €, soit 1 563 € par habitant ;
- total des emplois d'investissement : 98 000 €, soit 491 € par habitant ;
- endettement : 392 000 €, soit 1 970 € par habitant.

Avec les taux de fiscalité suivants :
- taxe d'habitation : 14,81 % ;
- taxe foncière sur les propriétés bâties : 18,52 % ;
- taxe foncière sur les propriétés non bâties : 15,59 % ;
- taxe additionnelle à la taxe foncière sur les propriétés non bâties : 0,00 % ;
- cotisation foncière des entreprises : 0,00 %.

Chiffres clés Revenus et pauvreté des ménages en 2021 : médiane en 2021 du revenu disponible, par unité de consommation : 21 680 €.

## Population et société

### Démographie

#### Évolution démographique
Au début du XIVe siècle, Sigale comptait 144 feux, soit une population d'envirton 600 personnes. Au XVIIIe siècle, on estime à un millier le nombre d'habitants. D'après le notaire Joseph Séranon (1849), la commune comptait autrefois 1400 habitants. Mais à la fin du siècle la population était réduite à un millier d'habitants. 
L'évolution du nombre d'habitants est connue à travers les recensements de la population effectués dans la commune depuis 1793. Pour les communes de moins de 10 000 habitants, une enquête de recensement portant sur toute la population est réalisée tous les cinq ans, les populations de référence des années intermédiaires étant quant à elles estimées par interpolation ou extrapolation. Pour la commune, le premier recensement exhaustif entrant dans le cadre du nouveau dispositif a été réalisé en 2007.

En 2022, la commune comptait 202 habitants, en évolution de +0,5 % par rapport à 2016 (Alpes-Maritimes : +2,85 %, France hors Mayotte : +2,11 %).
| 1793 | 1800 | 1806 | 1822 | 1838 | 1848 | 1858 | 1861 | 1866 |
| ---- | ---- | ---- | ---- | ---- | ---- | ---- | ---- | ---- |
| 600  | 555  | 572  | 595  | 651  | 526  | 514  | 454  | 456  |

| 1872 | 1876 | 1881 | 1886 | 1891 | 1896 | 1901 | 1906 | 1911 |
| ---- | ---- | ---- | ---- | ---- | ---- | ---- | ---- | ---- |
| 428  | 435  | 438  | 422  | 434  | 371  | 323  | 410  | 410  |

| 1921 | 1926 | 1931 | 1936 | 1946 | 1954 | 1962 | 1968 | 1975 |
| ---- | ---- | ---- | ---- | ---- | ---- | ---- | ---- | ---- |
| 357  | 292  | 237  | 257  | 184  | 197  | 138  | 112  | 155  |

| 1982 | 1990 | 1999 | 2006 | 2007 | 2012 | 2017 | 2022 | - |
| ---- | ---- | ---- | ---- | ---- | ---- | ---- | ---- | - |
| 145  | 160  | 181  | 205  | 208  | 210  | 198  | 202  | - |

### Enseignement
Établissements d'enseignements :
- Écoles maternelles et primaires à Roquestéron, Saint-Pierre, Touët-sur-Var, Gréolières, La Penne, Ascros.
- Collèges à Puget-Théniers, Saint-Martin-du-Var, Le Bar-sur-Loup, Vence, Caille.
- Lycées à Vence, Grasse

### Santé
Professionnels et établissements de santé:
- Médecins à Roquestéron, Puget-Théniers.
- Pharmacies à Gilette, Roquestéron, Puget-Théniers.
- Maison médicale à Saint-Martin-du-Var.
- Hôpital à Puget-Théniers.

### Cultes
- Culte catholique, Paroisse Notre-Dame-de-Miséricorde[33], Diocèse de Nice.

## Économie

### Entreprises et commerces

#### Agriculture
- Culture de fruits oléagineux.

#### Tourisme
- Hébergements et restauration à Coursegoules, Bouyon, Thorenc, Gilette.

#### Commerces
- Commerces et services de proximité[34].

## Lieux et monuments

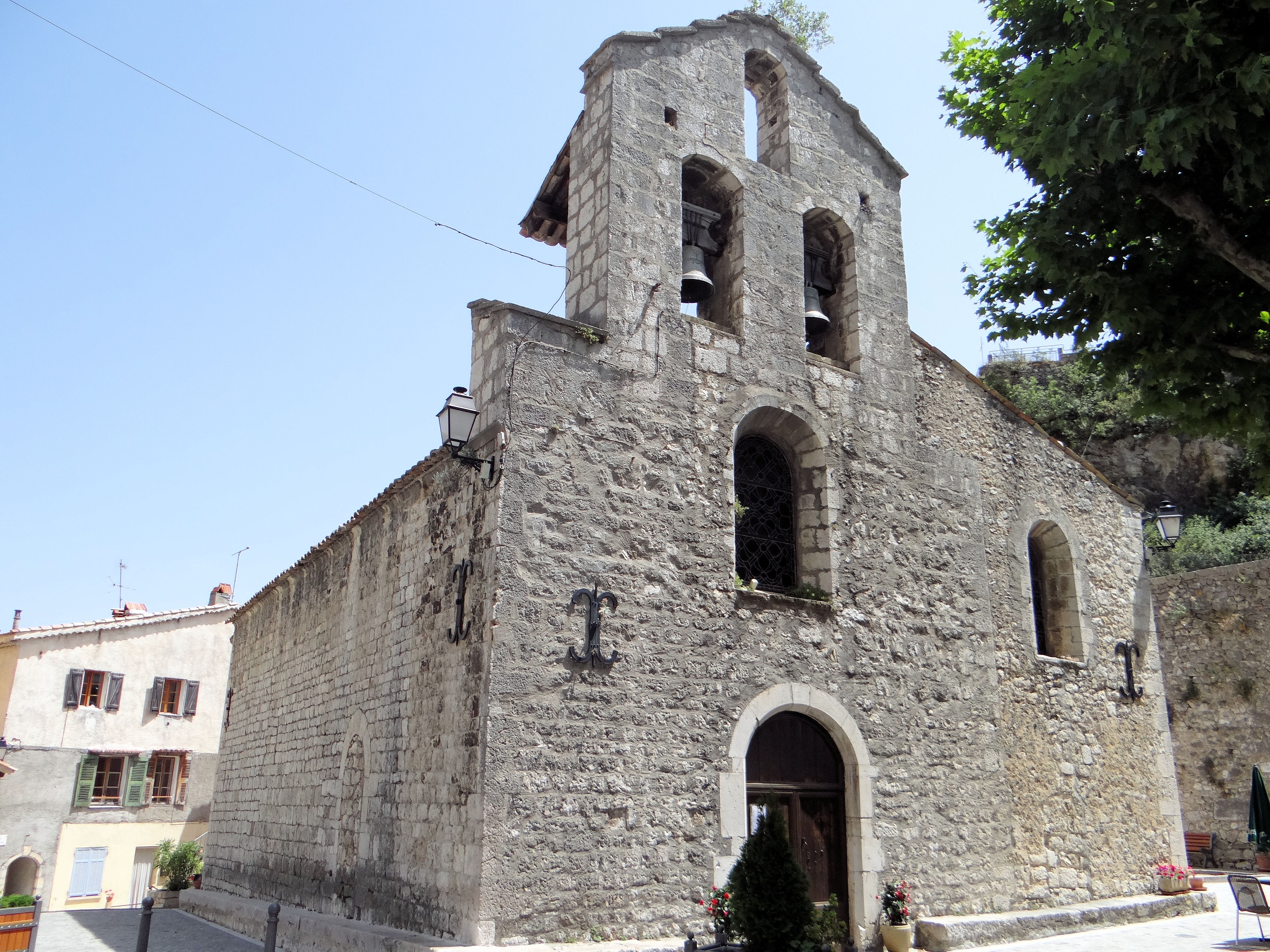
L'église Saint-Michel. Façade.
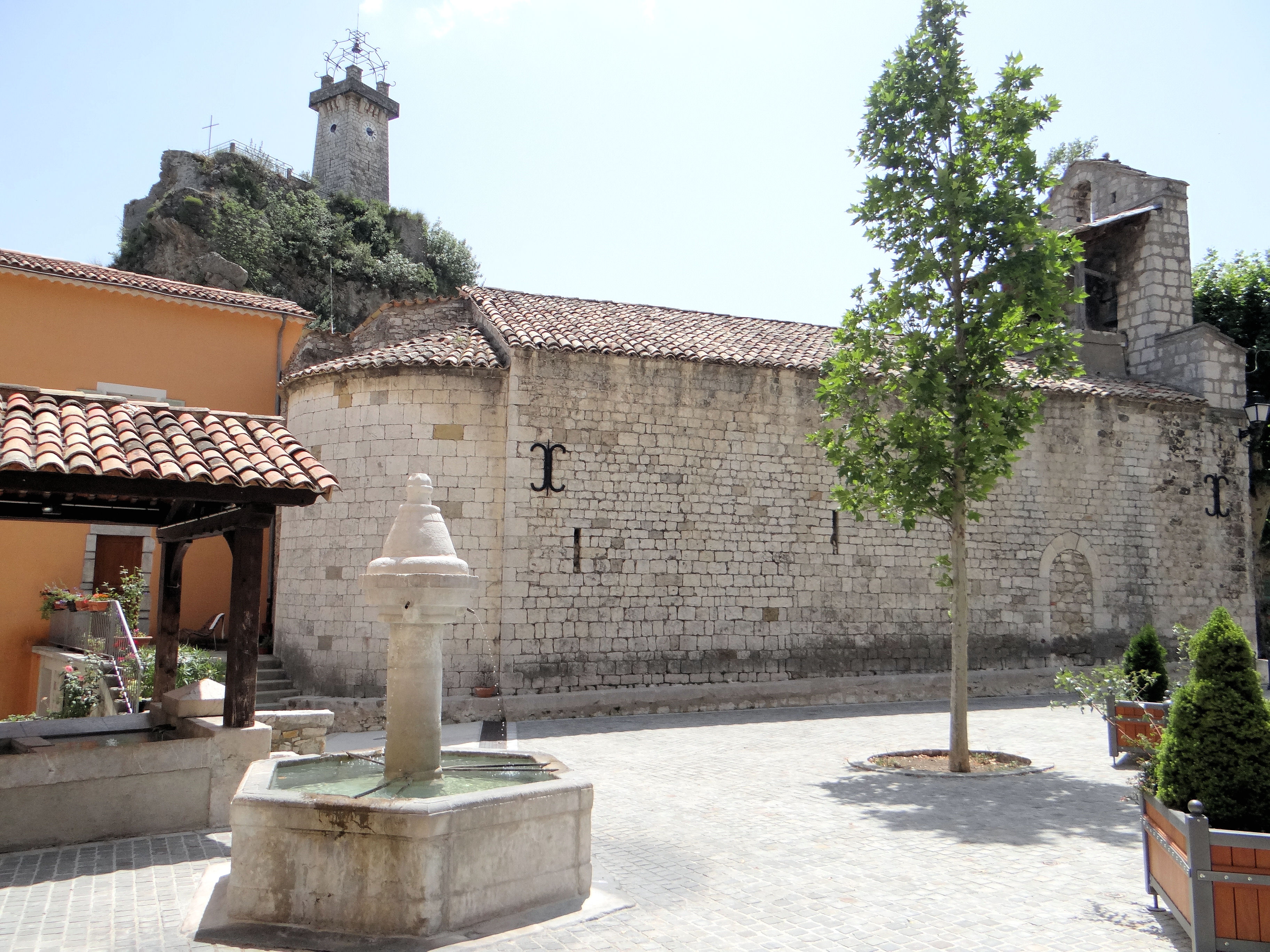
L'église Saint-Michel, la fontaine et le lavoir.
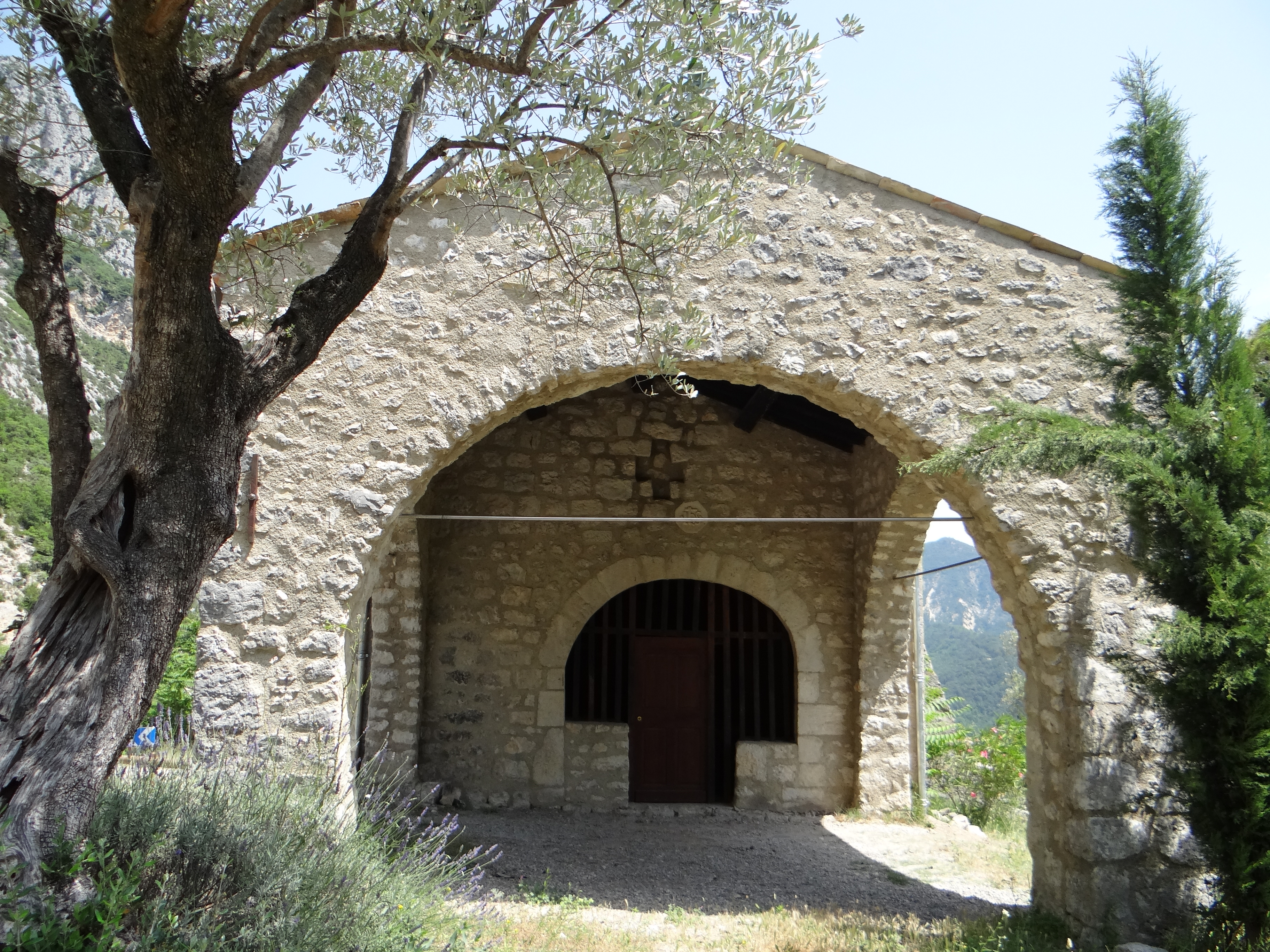
Chapelle Notre-Dame-d'Entrevignes. Vue du porche.
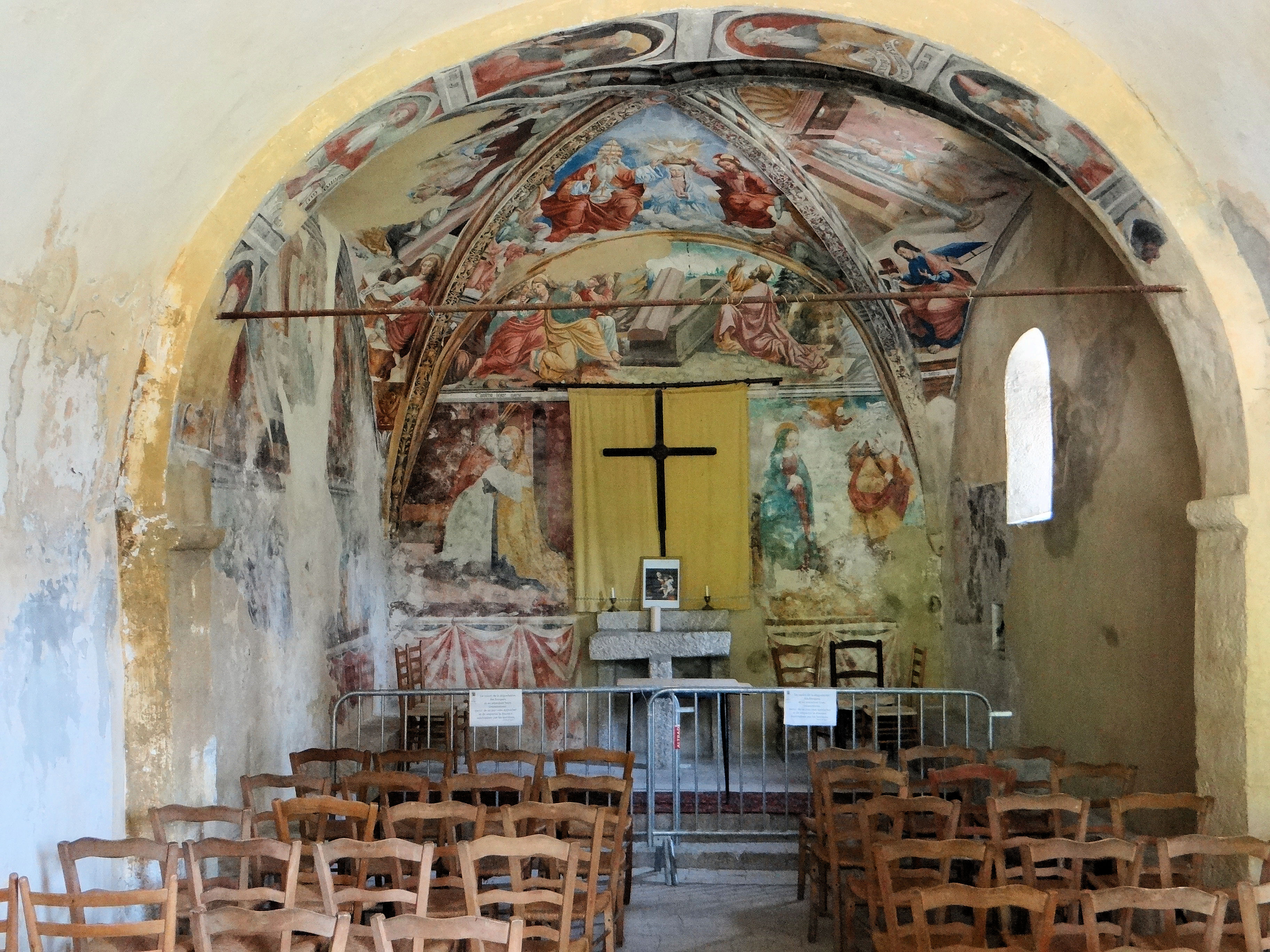
Peintures murales de la chapelle Notre-Dame-d'Entrevignes
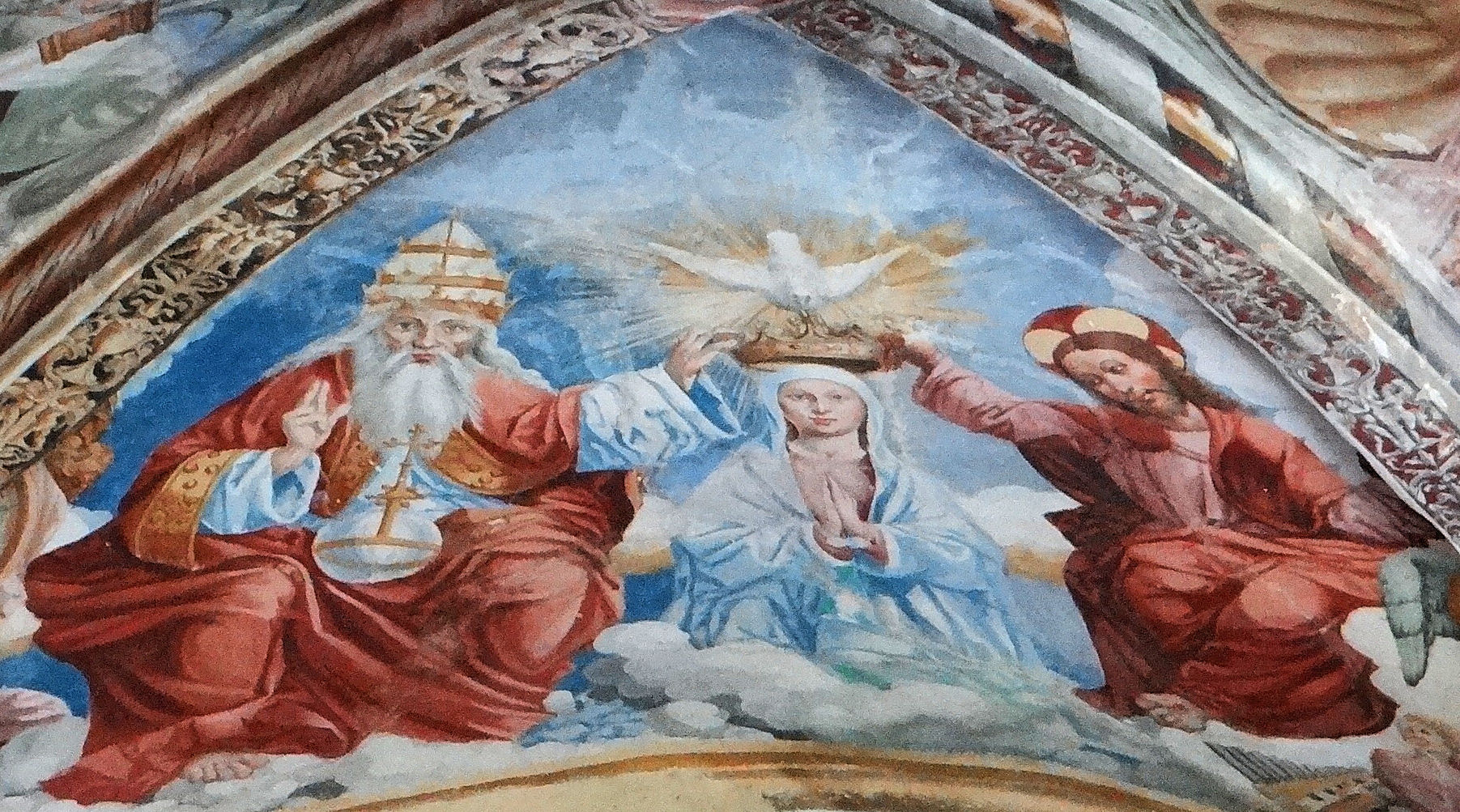
Chapelle Notre-Dame-d'Entrevignes. Couronnement de la Vierge.
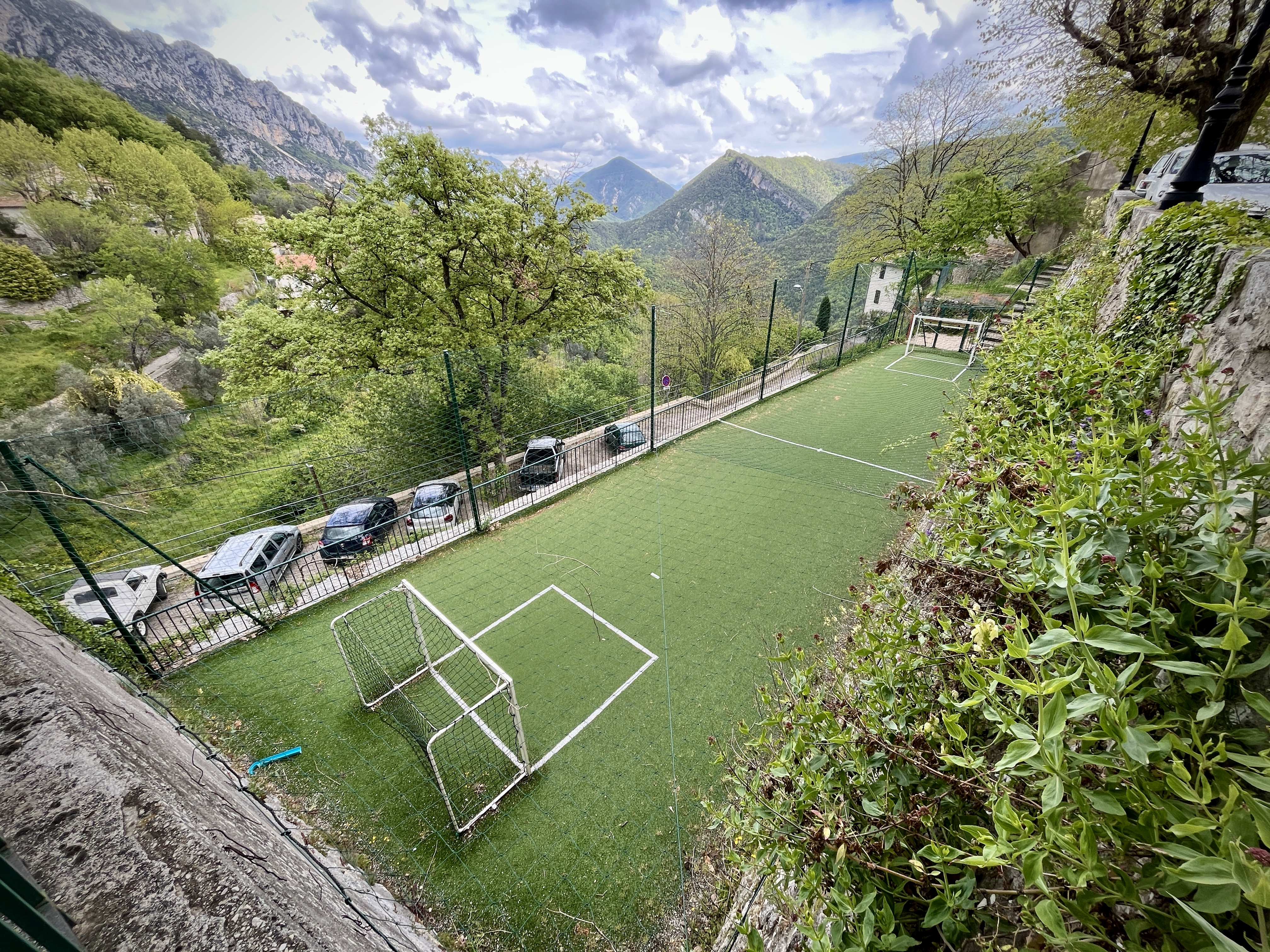
Terrain de sport à Sigale.

1. Église paroissiale Saint-Michel : bel édifice roman (XIIIe siècle s., inscrit sur l'inventaire supplémentaire des monuments historiques) par arrêté du 08 écembre 1927[35], auquel fut ajoutée une nef parallèle, achevée en 1520.

Renferme notamment :
* un Rosaire probablement dû à Giovanni Rocca (1650 ca),
* de beaux reliquaires baroques,
* une émouvante vierge en bois polychrome,
* et une délicate statue en bois doré représentant la Vierge à l'Enfant (probablement milieu du XVIIIe).
Le maître-autel a malheureusement été gâté par l'intervention d'un ancien maire.
1. Entre l'église paroissiale et le cimetière actuel s'élevait la chapelle des Pénitents bnacs (du Saint-Nom-de-Jésus), qui fut abattue vers 1900.
2. Chapelle Notre-Dame-d'Entrevignes[36] (IMH), à quelques kilomètres avant l'entrée du village : a été reconstruite au XVIe siècle et ornée de fresques de « primitifs niçois » (date ultime : 1536). On y distingue deux manières, dont l'une est de grande qualité et rappelle lointainement l'influence de Giotto, le tout revisité naturellement par la peinture piémontaise. Ces peintures murales sont les dernières de celles qu'on peut rattacher aux peintres primitifs niçois.
3. La Fontaine municipale, érigée en 1583 (inscrite aux MH), elle est la seconde du Comté de Nice, après celle de Peille (celle de Contes lui est postérieure de deux ou trois ans). Elle porte l'inscription : « Hic fons factus fuit regnante Carlo Emmanuele Duce Sabaudiae, Consulibus A[nthoine] Mica[e]lis, G[abriel] Orcel, Gabr[iel] Tomel. 1583 » (« Cette fontaine fut érigée en 1583 sous le règne de Charles-Emmanuel duc de Savoie par les Consuls Antoine Michaelis, Gabriel Orcel, Gabriel Tomel, en 1583 »). Une autre épigraphe, sous la précédente, rappelle que cette fontaine fut restaurée en 1811 par P. A. Dalmassy, maire et officier public de l'Empire français.
4. À l'entrée même du village, jolie chapelle rustique, dite de Saint-Sébastien, qui abrite un tableau d'autel représentant le couronnement de la Vierge.
5. Vestiges des remparts et du château haut, une porte gothique, restes de quelques façades anciennes dont une s'ornant d'une fenêtre à meneaux, etc. La tour de l'horloge, qui s'élève à l'emplacement du second château, date du XIXe siècle. Le mécanisme d'horlogerie est d'origine.
6. Sigale possède un mini-stade de football et un terrain de tennis.
7. Monument aux morts[37].

## Personnalités liées à la commune
- Victor-Amédée II : le duc Victor-Amédée II de Savoie, inspectant les frontières du comté avec la France, fit halte à Sigale en 1689. le vicaire Jacques Faissole (voir ci-dessous), en a laissé un beau témoignage en français dans le registre paroissial[38].
- Chanoine Edmond Chabot (Marseille, 1874-1962) : Sigalois par sa mère Rose Antoinette Orcel, professeur au Petit-Séminaire de Marseille, il fut nommé Maître de chapelle de la Cathédrale de la Major de Marseille et officier de l'Instruction publique. On redécouvre aujourd'hui son importante œuvre musicale, essentiellement consacrée à l'orgue[39].
- Jean-Baptiste Dalmassy (1759-1828) : issu par J.-B. Dalmassy, son grand-père, d'une famille de notaires remontant au moins au XVIe siècle, s'établit à Langres, et fut fait officier de la Légion d'honneur et créé baron par le roi Louis XVIII.
- Jacques Faissole, d'une très ancienne famille sigaloise, fut docteur en théologie, vicaire perpétuel de Saint-Michel (de 1669 à sa mort en 1699), chanoine de la Collégiale de Glandèves, et protonotaire apostolique près le même évêché.
- Ernest Michel (Nice, 1837-1896) : voyageur, créateur d'oeuvres sociales et camérier secret du Pape Léon XIII. Né à Nice, mais Sigalois par son grand-père paternel Jean-Baptiste Michel et par sa mère Virginie Seranon.
- Peyre Orcel (1490 ca - 1568), un des premiers grands consuls de Sigale, donna notamment naissance à Barthélemy, qui devait épouser Honorade de Lascaris, fille de Jehan Pierre de Lacaris seigneur de Dosfraire, et à Gabriel Orcel, lequel fut l'un des trois consuls qui érigèrent la fontaine municipale.
- Matthieu Orcel (Marseille, 1884-1969), descendant direct du précédent, fonda en 1908 dans la cité phocéenne l'agence familiale Publicité Orcel, qui fut la plus importante de la ville pendant un siècle et dont l'activité se poursuit aujourd'hui encore (voir L.-Ch. Reynaldi, Un siècle de publicité à Marseille. L'Agence Publicité Orcel, ARCADES AMBO, Nice, 2023).